# Álvaro Véliz
Álvaro Véliz (Santiago, 9 de fevereiro de 1972) é um cantor chileno.